# Anthony Atkinson

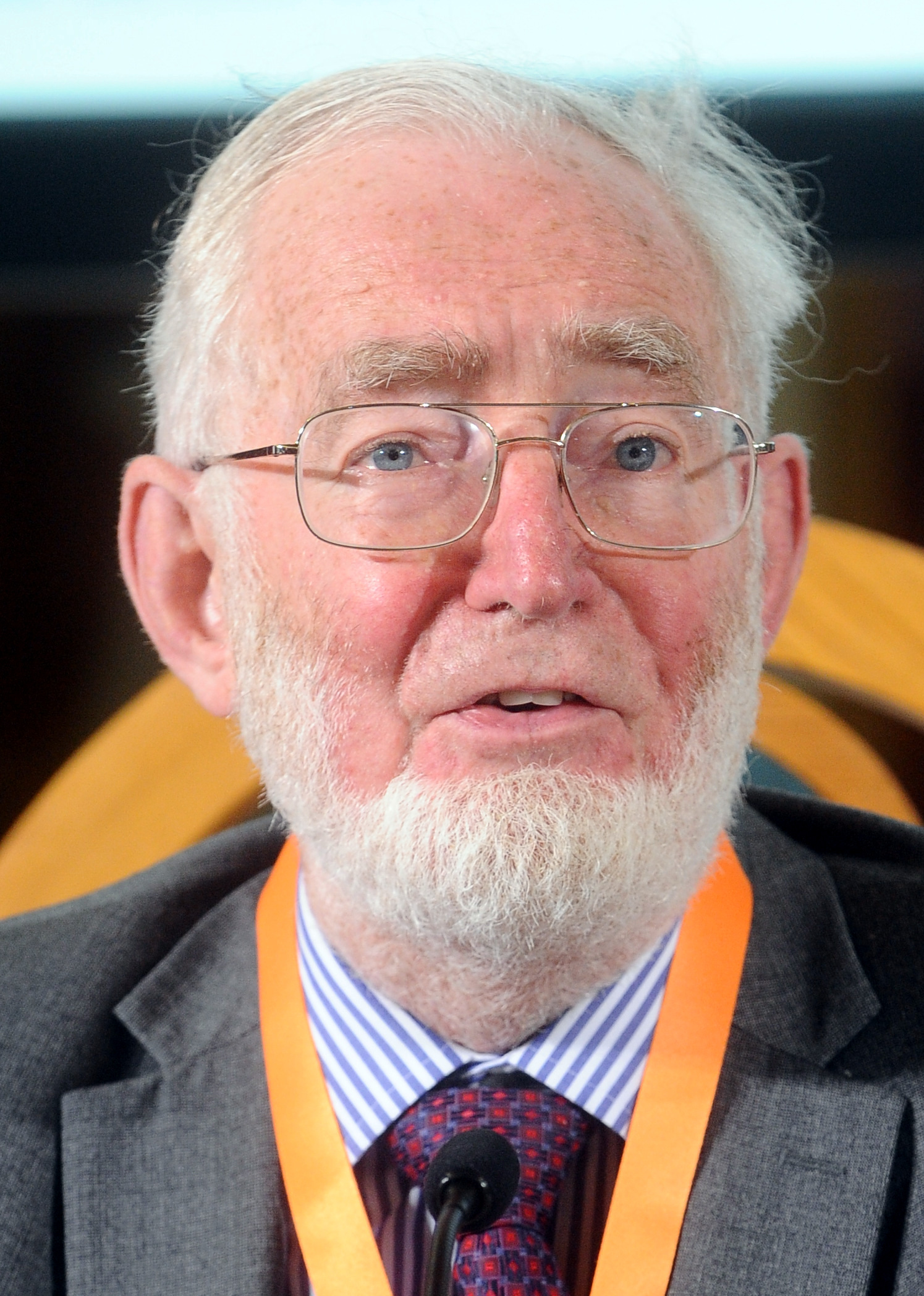
Anthony Atkinson (2015)

Sir Anthony Barnes Atkinson (* 4. September 1944 in Caerleon, South Wales; † 1. Januar 2017 in Oxford) war ein britischer Ökonom.
Er war Spezialist für Einkommensverteilung und Soziale Ungleichheit.

## Leben
Atkinson wollte ursprünglich Mathematiker werden. Nach einem Aufenthalt als Krankenpfleger in einem der ärmeren Viertel von Hamburg und der Lektüre von Schriften von Peter Townsend über Armut in Großbritannien entschied er sich jedoch, Wirtschaftswissenschaften zu studieren. Er begann an der Universität Cambridge zunächst Mathematik zu studieren, wechselte dann jedoch in die Ökonomik. Im Jahr 1966 machte Atkinson in Cambridge seinen Master-Abschluss. 1967 bis 1971 war er Fellow des St. John’s College in Cambridge. 1971 bis 1976 war er Professor für Wirtschaft an der Universität Essex, 1973 Gastwissenschaftler am MIT. Von 1976 bis 1979 war er Professor für politische Ökonomie am University College London und Vorstand der Fakultät. 1980 bis 1992 war er Tooke Professor für Wirtschaftswissenschaften und Statistik an der London School of Economics, deren Honorary Fellow er danach war. Danach war er bis 1994 Professor für politische Ökonomie in Cambridge und Fellow des Churchill College. 1994 bis 2005 Rektor (Warden) des Nuffield College in Oxford, wo er zuletzt Senior Research Fellow war. Er arbeitete in beratender Tätigkeit in verschiedenen Kommissionen sowohl der britischen als auch der französischen Regierung und der EU.
Er war Präsident der Econometric Society, der European Economic Association (1989), der Royal Economic Society und der International Economic Association (1989 bis 1992). 1988 bis 1990 war er Vizepräsident der British Academy. 1995 bis 1998 war er Präsident der Royal Economic Society und ab 1985 war er Ehrenmitglied der American Economic Association (AEA). Er war 1988 Gründungsmitglied der Academia Europaea. Er war 18facher Ehrendoktor, u. a. der Universität Frankfurt, Edinburgh, Lausanne und der École normale supérieure. 1994 wurde er in die American Academy of Arts and Sciences gewählt.
2000 wurde er in Großbritannien als Knight Bachelor („Sir“) geadelt und 2001 zum Ritter der französischen Ehrenlegion ernannt. 2007 erhielt Atkinson als erster Preisträger den A.SK Social Science Award des Wissenschaftszentrums Berlin für Sozialforschung (WZB). Für 2016 wurde ihm der Dan-David-Preis zugesprochen.

## Werk
Atkinson ist Autor und Herausgeber von zahlreichen Büchern und hat 367 Aufsätze publiziert, darunter viele in den wichtigsten ökonomischen Zeitschriften. Seine Schlussfolgerungen auf dem Gebiet der Verteilungsproblematik haben ihn als Vorreiter der Fachrichtung Neue Finanzwissenschaft in Erscheinung treten lassen. Er wurde durch weitere Arbeiten im Bereich der Maße der Ungleichheit bekannt (siehe Atkinson-Maß). Arbeiten über die Gestaltung der Steuerstruktur und der Besteuerung sind weitere Aspekte seines Werkes.

## Werke (Auswahl)
Aufsätze
- A. B. Atkinson: On the Measurement of Inequality. In: Journal of Economic Theory. Band 2, Heft 3, 1970, S. 244–263.
- A. B. Atkinson: Bringing Income Distribution in from the Cold. In: Economic Journal. Band 107, März 1997, S. 297–321.
- A. B. Atkinson: Income inequality in OECD countries: Data and explanations. CESifo Working Paper Nr. 881, 2003
- mit T. Piketty, E. Saez: Top Incomes in the Long Run of History (PDF, 1,39 MB)
- mit J. Stiglitz: The design of tax structure: Direct versus indirect taxation. In: Journal of Public Economics. Band 6 Heft 1–2, 1976, S. 55–75, doi:10.1016/0047-2727(76)90041-4

Bücher
- Economics of Inequality. Oxford University Press, 1975
- mit Joseph E. Stiglitz: Lectures on Public Economics. McGraw-Hill, 1980
- Poverty and Social Security. Harvester Press, 1989
- mit F. Bourguignon u. C. Morrisson: Empirical Studies of Earnings Mobility. Hardwood Academic Publishers, 1992
- Public Economics in Action. Oxford University Press, 1995
- Three Lectures on Poverty in Europe. Oxford Basil Blackwell, 1998
- mit Thomas Piketty (Herausgeber): Top Incomes over the Twentieth Century. A Contrast between European and English-Speaking Countries. Oxford University Press, 2007, ISBN 0-19-928688-4
- mit T. Piketty: Top Incomes – A Global Perspective, Oxford, OUP, 2010, ISBN 978-0-19-872774-3
- Inequality: What Can Be Done?. Harvard University Press 2014
  - dt.: Ungleichheit. Was wir dagegen tun können. Aus dem Englischen von Judith Elze. Klett-Cotta, Stuttgart 2016, ISBN 978-3-608-94905-6